# Brüderlichkeit und Einheit

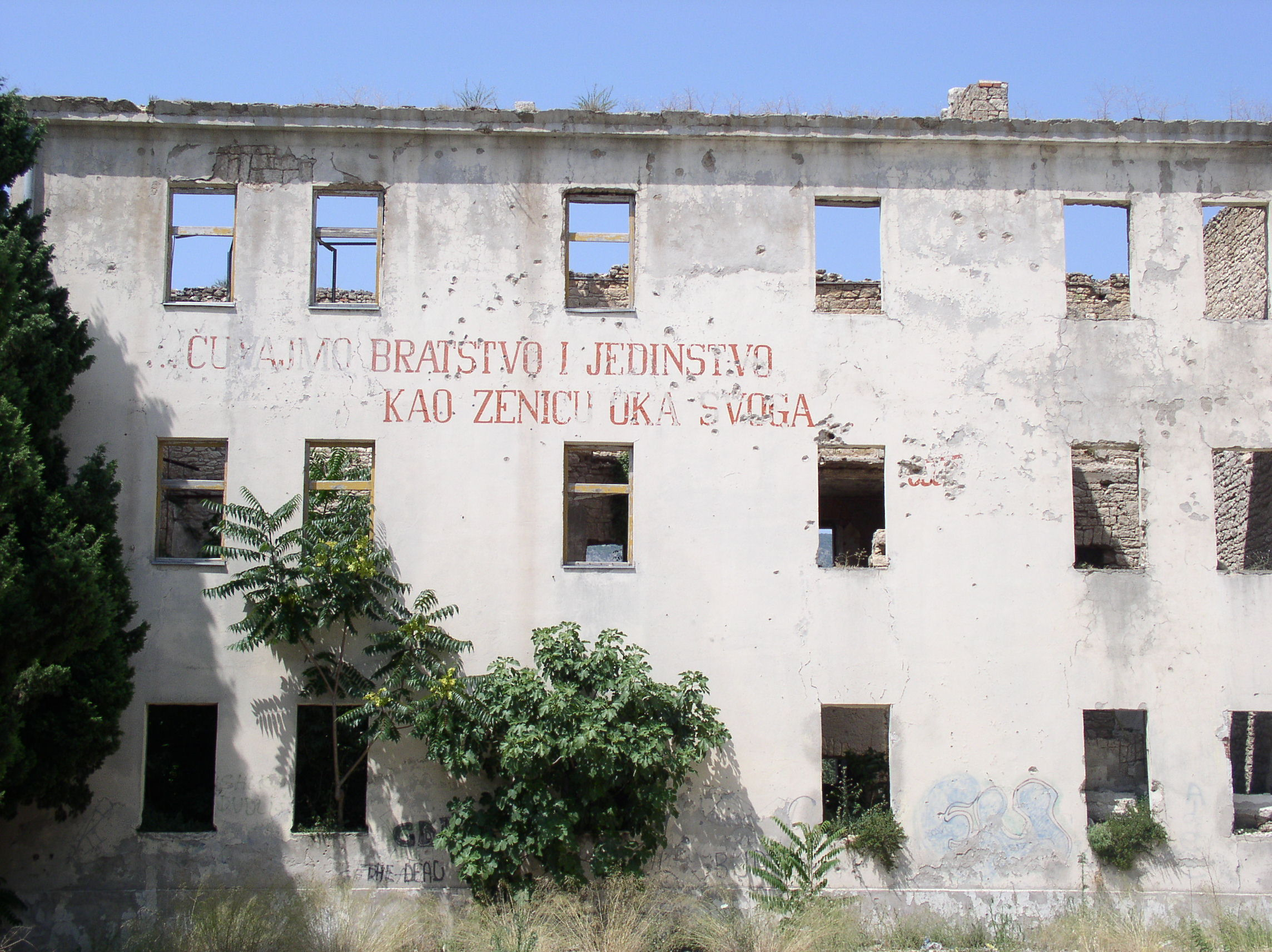
Das Zitat Titos „Behütet die Brüderlichkeit und Einheit wie euren Augapfel“ als Parole an einer zerstörten Kaserne der Jugoslawischen Volksarmee in Mostar (2011)

Brüderlichkeit und Einheit (serbokroatisch Братство и јединство Bratstvo i jedinstvo, slowenisch Bratstvo in enotnost, mazedonisch Братство и единство, albanisch Vëllazërim dhe bashkim, italienisch Fratellanza e unità, ungarisch Testvériség és egysé) war die Devise des Bundes der Kommunisten Jugoslawiens und der Sozialistischen Föderativen Republik Jugoslawien.
Geprägt wurde der Begriff 1941 von Josip Broz Tito als Motto des jugoslawischen Volksbefreiungskampfes gegen die Achsenmächte, die Jugoslawien im April 1941 aufgeteilt hatten. Tito ließ sich auch von der Devise der Französischen Revolution – „Freiheit, Gleichheit, Brüderlichkeit“ – inspirieren. Vor allem aber war „Brüderlichkeit und Einheit“ als Gegenentwurf der Kommunisten zu den systematischen Bemühungen der Besatzer und ihrer nationalistischen Unterstützer, Hass zwischen den Volks- und Religionsgruppen Jugoslawiens zu säen. Die Föderalisierung Jugoslawiens, die 1943 bei der zweiten Tagung des Antifaschistischen Rats der Nationalen Befreiung Jugoslawiens (AVNOJ) in Jajce beschlossen wurde, war ein wesentliches Element der Verwirklichung des Prinzip der Brüderlichkeit und Einheit.
Nach dem Krieg wurde die Devise zur offiziellen Politik der Beziehungen zwischen den jugoslawischen Nationalitäten (Kroaten, Mazedonier, Montenegriner, Muslime, Serben, Slowenen) und nationalen Minderheiten (Albaner, Bulgaren, Italiener, Rumänen, Ungarn und andere). Nach dem Prinzip der Brüderlichkeit und Einheit waren alle diese Gruppen untereinander gleichgestellt und sollten in dem gemeinsamen Bundesstaat ihre Ähnlichkeiten und ihre wechselseitigen Abhängigkeiten ausbauen, um ethnische Konflikte und nationalen Hass dauerhaft zu überwinden. Zur Verwirklichung des Prinzips wurden auch Quotensysteme für alle öffentlichen Institutionen eingeführt, nach denen die Nationalitäten und Minderheiten entsprechend der ethnischen Zusammensetzung ihrer Republik oder autonomen Provinz vertreten waren.
Nach dem Motto „Brüderlichkeit und Einheit“ wurden zahlreiche Betriebe, Schulen und Sportvereine in ganz Jugoslawien benannt. Auch die Autobahn Laibach–Zagreb–Belgrad–Skopje (Autoput) trug diesen Namen, ebenso ein hoher Orden für Helden der Partisanenbewegung.
Zahlreiche nationalistisch eingestellten Regimekritiker wurden wegen „Angriffen auf Brüderlichkeit und Einheit“ gerichtlich zu Haftstrafen verurteilt, zum Beispiel die beiden späteren Präsidenten von Kroatien und Bosnien-Herzegowina, Franjo Tuđman und Alija Izetbegović.